# Каміла
«Каміла» — радянський двосерійний телефільм 1980 року, знятий режисером Мухтаром Ага-Мірзаєвим на кіностудії «Узбекфільм» і на ТО «Екран».

## Сюжет
Телефільм. Батьки першокласниці Каміли зовсім не наполягали на її музичній освіті. Однак, після зустрічі з композитором, чудовою людиною та чуйним педагогом, Каміла сама піде до музичної школи і буде однією з найздібніших учениць.

## У ролях
- Дільноз Расулова — Каміла Рустамова
- Микола Бурляєв — Володя Косцов, композитор
- Гульча Ташбаєва — мама Камілі
- Шухрат Іргашев — Шухрат Рустамов, тато Каміли
- Бадал Нурмухамедов — Самад-ака, дідусь Еркіна
- Зухра Абдурахманова — Манзура-апа, бабуся Еркіна
- Світлана Петросьянц — Ірина Тимурівна, вчителька
- Баходир Закіров — Фархад, музикант шкільного ансамблю
- Федір Нікітін — Володимир Косцов, батько Володі, налаштовувач
- Рушана Султанова — Ґуля, піонервожата
- Наталія Шибаєва — епізод
- Світлана Муратходжаєва — епізод
- Роза Ісмаїлова — епізод
- Сарвар Уваров — епізод
- Ділмурат Мірзаєв — епізод
- Шавкат Гулямов — епізод
- Нігора Корпухіна — епізод
- Фіруза Хафітулова — епізод
- Ділноза Насирова — епізод
- Женя Бровер — епізод
- Олена Максимова — бабуся Альоші
- Анвара Алімова — нянечка у лікарні
- Валентина Тежик — Людмила, знайома Володі
- Борис Бурляєв — Віктор, музикант, який прослуховує Камілу
- Ігор Сорокін — Альоша
- Ірада Алієва — бабуся

## Знімальна група
- Режисер — Мухтар Ага-Мірзаєв
- Сценаристи — Ольга Сидельникова, Каміл Ікрамов
- Оператор — Хатам Файзієв
- Композитор — Руміль Вільданов
- Художник — Анатолій Шибаєв